# Ak-Chin Village, Arizona
Ak-Chin Village je naseljeno područje za statističke svrhe u američkoj saveznoj državi Arizona. Prema popisu stanovništva iz 2010. u njemu je živjelo 862 stanovnika.